# Wilhelm Mohnke

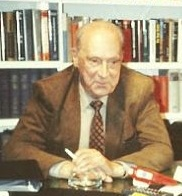
Wilhelm Mohnke, 1999

Wilhelm Mohnke (* 15. März 1911 in Lübeck; † 6. August 2001 in Damp) war ein deutscher Kriegsverbrecher sowie SS-Brigadeführer und Generalmajor der Waffen-SS.

## Leben

### Frühe Jahre und Karriere in der SS
Wilhelm Mohnke wurde am 15. März 1911 in Lübeck geboren. Sein Vater, der ebenfalls Wilhelm Mohnke hieß, war Schreiner.
Wilhelm Mohnke besuchte die Mittelschule und machte eine Lehre als Kaufmann. Zum 1. September 1931 trat er der NSDAP bei (Mitgliedsnummer 649.684) und im November des gleichen Jahres dem SS-Trupp Lübeck der 4. SS-Standarte Altona (SS-Nummer 15.541). 1932 wurde er arbeitslos. Nach der Machtergreifung wurde er 1933 als Hilfspolizist bei der Stadt Lübeck angestellt. Nachdem er mehrere Positionen bei der SS durchlaufen hatte, wurde er im März 1933 zur SS-Stabswache Berlin versetzt.

### Zweiter Weltkrieg

#### Polen und die Westfront
Im September 1939 nahm er als Chef der 5. Kompanie der Leibstandarte SS Adolf Hitler (LSSAH) am Überfall auf Polen teil. Am 29. September 1939 erhielt er das Eiserne Kreuz 2. Klasse und am 8. November 1939 das Eiserne Kreuz 1. Klasse. Im Anschluss an den Überfall auf Polen kämpfte er mit seiner Kompanie an der Westfront, auch vor Dünkirchen, wo sein Bataillon unter heftiges Feuer der Briten geriet und starke Verluste hatte, nicht zuletzt aufgrund der mangelhaften Ausbildung der SS-Offiziere und -Männer für den Kampf.

#### Kommandeur des II. Bataillons und Massaker von Wormhout
Am 28. Mai 1940 wurde Mohnke Kommandeur des II. Bataillons der LSSAH. Mohnke war für das am gleichen Tag stattfindende Massaker von Wormhout verantwortlich, bei dem 96 britische Kriegsgefangene und ein Franzose bei Wormhout in Frankreich ermordet wurden. Dabei hatten nach der Erschießung von einzelnen Kriegsgefangenen an verschiedenen Orten SS-Leute der 7. Kompanie bei Esquelbecq auf Befehl Mohnkes 80 Kriegsgefangene des „Royal Warwick Regiments“, des „Cheshire Regiments“ und der „Royal Artillery“ in eine Scheune getrieben und die darin Eingesperrten mit Handgranaten und Maschinengewehrfeuer getötet. Einige britische Soldaten überlebten dennoch, wurden später von Sanitätern einer Wehrmachteinheit gefunden und in ein Lazarett gebracht. Nach Heilung ihrer Verletzungen kamen diese restlichen britischen Soldaten in ein Kriegsgefangenenlager. Am 6. April 1941, dem ersten Tag des Balkanfeldzugs, wurde Mohnke durch einen Luftangriff verwundet. Er behielt ein verkürztes Bein, litt unter Dauerschmerzen und wurde morphinsüchtig.

#### Weiterer Kriegsverlauf
1942 wurde Mohnke von Josef Dietrich mit der Aufstellung einer Panzerabteilung für die LSSAH beauftragt. Im Sommer 1943 wurde Mohnke Kommandeur des 2. SS-Panzergrenadier-Regiments der neuen Division „Hitlerjugend“ (später SS-Panzer-Grenadier-Regiment 26 der 12. SS-Panzer-Division „Hitlerjugend“). Im Juni 1944 kämpfte sein Regiment bei der Landung der Alliierten in der Normandie. Am 7. Juni erschossen Einheiten seines Regiments 36 kanadische Kriegsgefangene in Fontenay-le-Pesnel bei Tessel. Am 8. Juni erschoss das II. Bataillon seines Regimentes unter der Führung des Obersturmbannführers Bernhard Siebken drei kanadische Kriegsgefangene bei dem Ort Le Mesnil-Patry. Die Bemühungen der deutschen Einheiten und auch der von Mohnke, die Alliierten ins Meer zurückzutreiben, blieben unter großen eigenen Verlusten erfolglos. Mohnke erhielt am 11. Juli 1944 das Ritterkreuz des Eisernen Kreuzes.
Am 20. August 1944 übernahm er das Kommando über die 1. SS-Panzerdivision LSSAH, nachdem der vorherige Befehlshaber Theodor Wisch an beiden Beinen schwer verwundet worden war und die verbleibende Zeit bis Kriegsende in Lazaretten zubringen musste. Im Dezember 1944 verübten während der Ardennenoffensive Soldaten der sog. Kampfgruppe Peiper das Malmedy-Massaker, wobei unklar bleibt, was genau passierte und inwiefern Mohnke beteiligt war. Der Malmedy-Prozess 1946 fand ohne ihn statt, weil er in sowjetischer Kriegsgefangenschaft war. Nach dem Ende der Ardennenoffensive wurde Mohnke am 30. Januar 1945 zum SS-Brigadeführer ernannt. Wegen einer Kopfverletzung, die er am 6. Februar 1945 bei einem Fliegerangriff erlitten hatte, musste er das Kommando über die LSSAH an Otto Kumm abgeben.

#### Schlacht um Berlin und Kriegsgefangenschaft
Nach einer kurzen Genesungspause wurde Mohnke Mitte April 1945 in die Reichskanzlei nach Berlin abkommandiert. Dort wurde er in der Nacht vom 22. zum 23. April 1945 von Adolf Hitler zum Befehlshaber über die Verteidigungskräfte des Regierungsviertels ernannt. Diese Kampfgruppe Mohnke bestand aus neun Bataillonen. Am 1. Mai 1945 unternahm Mohnke mit einigen von Hitlers Vertrauten, darunter seine letzte Sekretärin Gerda Christian und sein Adjutant Otto Günsche, vom Bunker der Neuen Reichskanzlei ausgehend einen Ausbruchsversuch aus dem eingekesselten Regierungsviertel. Am 2. Mai wurde er von sowjetischen Truppen in Pankow gefangen genommen und über Strausberg nach Moskau geflogen. Verhaftet am 18. Mai 1945 durch die 2. Hauptverwaltung des KGB der UdSSR, blieb Mohnke bis zum 10. Oktober 1955 in sowjetischer Kriegsgefangenschaft, die er überwiegend im Kriegsgefangenenlager 5110/48 Woikowo verbrachte. Er war damit einer von etwa zehntausend Heimkehrern, die nach Adenauers Besuch in Moskau freikamen. Seine Beteiligung an Kriegsverbrechen wurde in Deutschland nicht verfolgt.

### Nach der Kriegsgefangenschaft
Er zog nach Hamburg und arbeitete dort als Autoverkäufer. Ab dem Jahr 1979 hatte Mohnke Kontakt mit dem Stern-Reporter Gerd Heidemann. Er beriet ihn in Angelegenheiten des Nationalsozialismus und verschaffte ihm Kontakte zu Nazidevotionalienhändlern. Über diese kam Heidemann in Kontakt zu dem Fälscher der Hitler-Tagebücher Konrad Kujau. Heidemann zeigte Mohnke später die vermeintlichen Hitler-Tagebücher und las ihm Passagen daraus vor; Mohnke wies dabei auf sachliche Fehler hin, wurde aber ignoriert. Mohnke starb am 6. August 2001 in Damp bei Eckernförde.

## In der Kunst
Wilhelm Mohnke wurde in Filmen von folgenden Schauspielern dargestellt:
- 1981: Michael Culver in Der Bunker, einer US-amerikanischen Fernsehproduktion mit Anthony Hopkins als Hitler.
- 1991: Ralph Michael in Hitler zu verkaufen, einer britischen Fernsehproduktion, die sich mit der Geschichte um die Hitler-Tagebücher beschäftigt.
- 2004: André Hennicke in Der Untergang, einem deutschen Spielfilm mit Bruno Ganz als Hitler. Mohnke wird hier als loyaler Hitler-Anhänger dargestellt, der sich aber auch vergeblich bemüht, den Diktator von der Evakuierung Berlins zu überzeugen. Der Historiker Michael Wildt merkt dazu unter anderem an, dass der Film so viel mit Geschichte zu tun habe wie ein Film über die Meuterei auf der Bounty.[12] Professor David Cesarani sprach in einer Filmkritik des Guardian von 2005 davon, dass er nie erwartet hätte, dass ein Film versuchen würde, einen Mann sympathisch darzustellen, der bei Dünkirchen so viele englische Soldaten ermordet hatte.[13]